# 南部高地 (新南威爾斯州)

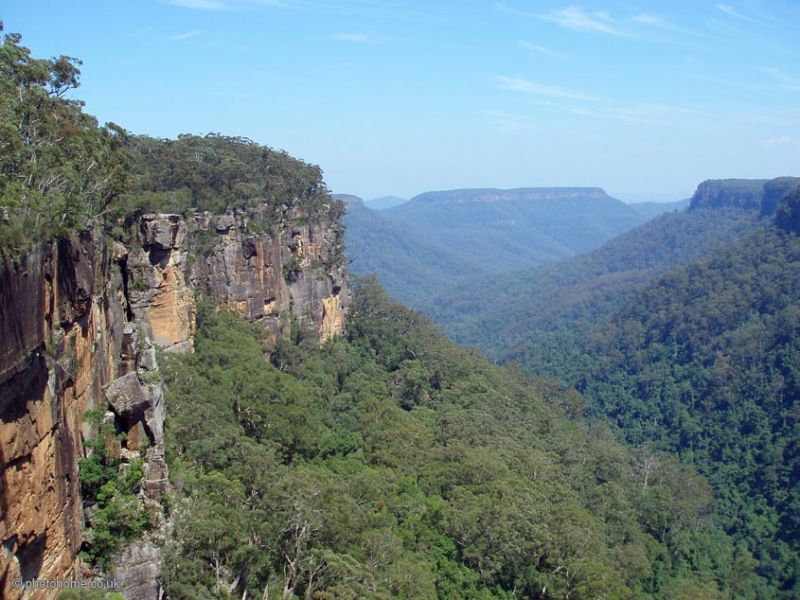
地区内的莫顿（Morton）国家公园。

南部高地（Southern Highlands）是澳洲新南威尔士州首府悉尼西南约110公里处的一个地区，由温哲卡利比郡（Wingecarribee Shire）政府管辖。其西边为南部高原，北为麦克阿瑟地区，东为伊拉瓦拉地区，东南则为南海岸地区。地区内重要的城镇有：米塔贡、科洛维尔、鲍勒尔、莫斯韦尔、邦達努与罗伯逊。
该地区为大分水岭的一部分。地形多山，海拔多为500至900米。气候较为凉爽。
34°28′S 150°25′E / 34.467°S 150.417°E